# Poloje
Poloje is een plaats in de gemeente Pleternica in de Kroatische provincie Požega-Slavonië. De plaats telt 85 inwoners (2001).